# Ormyrus labotus
Ormyrus labotus is een vliesvleugelig insect uit de familie Ormyridae. De wetenschappelijke naam is voor het eerst geldig gepubliceerd in 1843 door Walker.